# Lago Ludiaco

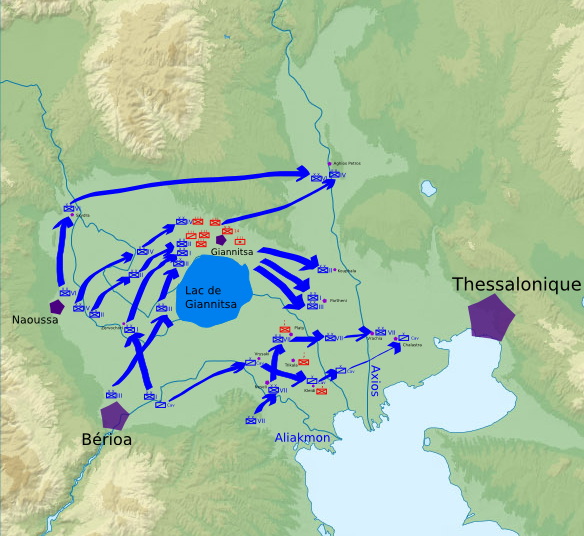
Mapa de la batalla de Giannitsa en el que aparece el lago.

El lago Ludiaco o Giannitsa (en griego: Λίμνη Γιαννιτσών) fue un lago posglacial de la Macedonia Central, en Grecia, situado al sur de la ciudad de Giannitsa. Se drenó en 1928-1932. La llanura de Roumlouki se extendía al sur.
El lago era somero, cenagoso y de tamaño cambiante. Lo alimentaba el río Ludias y lo drenó entre 1928 y 1932 la Compañía de la Fundación de Nueva York.
Desempeñó un papel importante en la lucha que libraron Grecia y Bulgaria por el dominio de Macedonia entre 1904 y 1908 porque permitía esconderse a las bandas armadas de los dos bandos. La disputa por el control del lago es el acontecimiento histórico central de la novela de 1937 de Penélope Delta Los Secretos de la Ciénaga.